# Club athlétique Brive Corrèze Limousin (féminines)
Ne doit pas être confondu avec la section masculine du Club athlétique Brive Corrèze Limousin.
Pour les articles homonymes, voir Club athlétique Brive.
Actualités
L'équipe féminine du Club athlétique Brive Corrèze Limousin est une section du club de rugby à XV basé à Brive-la-Gaillarde, créée en 2012.
Le club évolue pour la saison 2023-2024 en Élite 2.

## Historique

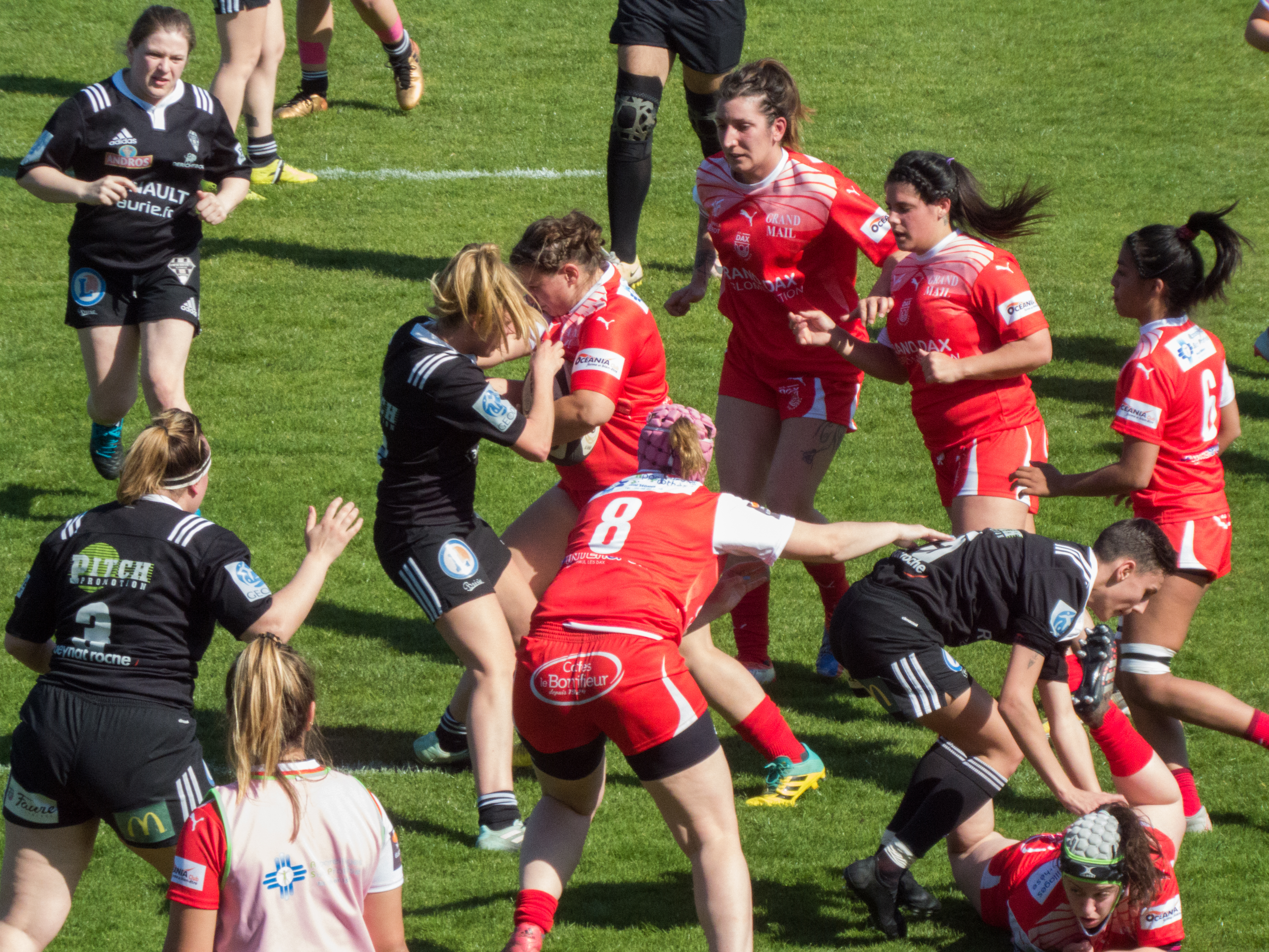
Rencontre de championnat de Fédérale 1 féminine entre l'US Dax et le CA Brive (en noir), en 3 2019.

L'équipe féminine est créée en août 2012, sous l'égide de l'association CABCL.
Dès 2014, les Brivistes remportent leur premiers titres, en championnat du Limousin, en championnat du secteur Sud-Ouest, ainsi qu'en championnat de France de Fédérale 3.
Depuis la fin des années 2010, le club accompagne le développement de l'équipe féminine par la gestion sous contrat professionnel à plein temps via un responsable sportif dédié en la personne de Romain Cabanero, ainsi que la création d'une « académie club » en partenariat avec les lycées locaux.
À l'issue de la saison 2022-2023, le club s'impose en finale et décroche de fait son accession en Élite 2.

## Palmarès
- Championnat de France de 1re division fédérale :
  - Champion : 2023.